# پادانگ پنجانگ
پادانگ پنجانگ (به لاتین: Padang Panjang) یک منطقهٔ مسکونی در اندونزی است که در سوماترای غربی واقع شده‌است.
 پادانگ پنجانگ ۲۳٫۰۰ کیلومتر مربع مساحت و ۴۹٬۴۵۱ نفر جمعیت دارد.